# Aleksander Dębicz
Aleksander Jan Dębicz (ur. 23 sierpnia 1988 we Wrocławiu) – polski pianista i kompozytor muzyki teatralnej i filmowej.
Zwycięzca konkursu Transatlantyk Instant Composition Contest w 2013 roku na Transatlantyk Festival w Poznaniu.
Laureat nagrody na Festiwalu Dwa Teatry w 2019 roku za najlepszą muzykę do słuchowiska ("Anna Karenina" w reż. Katarzyny Michałkiewicz).
Zwycięzca międzynarodowego konkursu Bridgerton Scoring Competition w 2022 roku, organizowany przez firmę Spitfire Audio.
Nominowany do nagrody Fryderyków w 2018 w kategorii Album Roku Muzyka Kameralna za album Bach Stories, Fryderyków w 2019 w kategorii Album Roku Recital Solowy za album Invention oraz Fryderyków w 2022 w kategorii Album Roku Muzyka Kameralna - Większe Składy za album Adela.
Razem z Jakubem Józefem Orlińskim stworzył w 2025r. międzynarodowy festiwal muzyczny w Otwocku Wielkim - „Break in classic”.

## Dyskografia
- Cinematic Piano (2015)
- Bach Stories (oraz Marcin Zdunik) (2017)
- Invention (2018)
- Adela (oraz Łukasz Kuropaczewski, Jakub Józef Orliński) (2021)
- Sideways (2022)

## Single
- The Union (2019)
- Victoria 1920 (2020)
- Christmas Oratorio, BWV 248: „Jauchzet, frohlocket” (Arr. for Cello and Piano) (2021)
- Piosenka jest dobra na wszystko (2021)

## Spektakle Teatralne
- Fifi (2016, Teatr Polski im. Arnolda Szyfmana w Warszawie, opracowanie muzyczne)[4]
- Kłopoty ze spadkiem (2017, Teatr Polski im. Arnolda Szyfmana w Warszawie, muzyka)[4]
- Marlena. Ostatni koncert (2017, Teatr Polski im. Arnolda Szyfmana w Warszawie, muzyka, pianista)[5]
- Anna Karenina (2018, Teatr Polskiego Radia, muzyka)[6]
- O kotach (2020, Teatr im. J. Słowackiego w Krakowie, muzyka)[7]
- Tchnienie. Poeta fortepianu (2020, Teatr Polskiego Radia, muzyka)[8]
- Dziewiąty dzień księżycowy (2021, Teatr im. Adama Mickiewicza w Częstochowie, muzyka)[9]
- I była miłość w getcie (2022, Teatr Żydowski w Warszawie, muzyka)[10]

## Filmografia
- Zjazd absolwentów czyli punkt odniesienia (2017, muzyka)[11]
- Dotknięcie (2018, muzyka)[11]
- Sala samobójców. Hejter (2020, jako pianista)[11]